# Машина инженерной разведки
Машина инженерной разведки (инженерная разведывательная машина) — класс высокозащищенных (часто бронированных) машин высокой проходимости, оснащенных спецоборудованием для ведения инженерной разведки местности в любое время суток, в любых климатических условиях и зачастую — даже под водой (см. ИПР). Имеют, как правило, военное назначение, но могут использоваться для ликвидации последствий природных и техногенных катастроф. Примерами такой техники являются: 
- ИРМ «Жук»;
- Buffalo MPV;
- AERV[англ.];
- МИОМ 15М69 и др.

В настоящее время идет активная разработка роботизированных систем инженерной разведки, которые не требуют непосредственного присутствия человека.

## Основное назначение
Машины инженерной разведки, как правило, создаются для решения следующих задач без выхода экипажа за пределы машины:
- определение характера дорог и грунтов на маршрутах следования войск, оценка состояния мостов и переправ
- определение глубины, скорости течения и ширины водных препятствий, оценка свойств и профилей дна, уклонов местности на прибрежных участках и т.п.
- оценка радиационной, биологической и химической обстановки
- поиск и обезвреживание мин и самодельных взрывных устройств
- и т.д.

## Оснащение
- Миноискатели и устройства(манипуляторы) дистанционного подрыва
- Гидроэхолоты
- Гидравлические пенетрометры
- Геодезические инструменты: дальномеры, буссоли
- Фотооборудование
- и т.д.